# Медиу-Куру (микрорегион)

Медиу-Куру на карте.

Медиу-Куру (порт. Microrregião do Médio Curu) — микрорегион в Бразилии, входит в штат Сеара. Составная часть мезорегиона Север штата Сеара. Население составляет 	84 702	 человека (на 2010 год). Площадь — 	3 011,359	 км². Плотность населения — 	28,13	 чел./км².

## Демография
Согласно сведениям, собранным в ходе переписи 2010 г. Национальным институтом географии и статистики (IBGE), население микрорегиона составляет:						
| Полное население                             | Полное население                             | Полное население                             | Полное население                             | 84 702 |
| -------------------------------------------- | -------------------------------------------- | -------------------------------------------- | -------------------------------------------- | ------ |
| в том числе:                                 | Городское население                          | 45 110                                       | Процент городского населения, %              | 53,26  |
|                                              | Сельское население                           | 39 592                                       | Процент сельского населения, %               | 46,74  |
|                                              | Мужское население                            | 42 885                                       | Процент мужского населения, %                | 50,63  |
|                                              | Женское население                            | 41 817                                       | Процент женского населения, %                | 49,37  |
| Плотность населения, чел/км²                 | Плотность населения, чел/км²                 | Плотность населения, чел/км²                 | Плотность населения, чел/км²                 | 28,13  |
| Население микрорегиона в % к населению штата | Население микрорегиона в % к населению штата | Население микрорегиона в % к населению штата | Население микрорегиона в % к населению штата | 1,00   |

## Статистика
- Валовой внутренний продукт на 2003 составляет 136 300 872,00 реалов (данные: Бразильский институт географии и статистики).
- Валовой внутренний продукт на душу населения на 2003 составляет 1759,89 реалов (данные: Бразильский институт географии и статистики).
- Индекс развития человеческого потенциала на 2000 составляет 0,629 (данные: Программа развития ООН).

## Состав микрорегиона
В составе микрорегиона включены следующие муниципалитеты:
1. Апуярес
2. Женерал-Сампаю
3. Пентекости
4. Сан-Луис-ду-Куру
5. Тежусуока